# ドルニー・リプカ - ハヌショヴィツェ線
025号線、別名ドルニー・リプカ～ハヌショヴィツェ線（チェコ語;Železniční trať Dolní Lipka – Hanušovice）は、LEOエクスプレス・テンダーズの鉄道線の名称である。
1873年、モラヴィア国境鉄道の路線として開業した。土・日曜日のみ運行する。2015年以前は金曜日も運行していた。2019年末に、運行がチェコ鉄道からLEOエクスプレス・テンダーズ社に移管された。

## 運行形態[3]

### 快速「スピェシニー(Sp)」
- ハヌショヴィツェ - リフコフ - ウースチー・ナド・オルリチー　【土曜・休日および夏季の平日運行】
一日4往復の運行。うち3.5往復が024号線ウースチー方面に直通する。夏季の平日は一日3往復のみ運行する。
過去の運行本数：
2017年以前は普通列車として、通年土曜・休日のみ運行していた。2～3往復が024号線リフコフまで直通し、レトフラドまで直通する便もあった。
2017年末に、一日あたり快速1往復、普通3往復となった。快速が024号線ウースチー方面に直通し、ハヌショヴィツェ行片道1本が024号線リフコフ始発である他は、024号線クラーリーキ方面と直通する様になった。
2018年末に、ハヌショヴィツェ方面の快速が普通格下げとなり（024号線では快速のまま）、一日あたり快速1本、普通3.5往復の運行となった。
2019年末に、LEOエクスプレス・テンダーズ社に運行が移管され、一日あたり普通のみ4往復となり、全列車がリフコフに、うち3往復が024号線ウースチー方面に直通する様になった。一方、クラーリーキ方面への直通を取りやめた。
2020年末に、ハヌショヴィツェ発リフコフ行がドルニー・リプカ行に短縮され、一方東行は全列車がウースチー方面に直通する様になった。
2021年末に、全列車快速に格上げされた他、夏季の平日も一日3往復の運行を開始した。

### 臨時列車
- クラーリツキー・スニェジニーク号
蒸気機関車、または旧型気動車。ハヌショヴィツェ - ドルニー・リプカ - トルジェボヴァー間に、夏季の土曜日のみ一日1往復の運行。ドルニー・リプカ以西は024号線に直通する。024号線内では、ヴラスケーとポドレシーを除く各駅に停車する。

## 駅一覧
以下では、チェコ国鉄025号線の駅と営業キロ、停車列車、接続路線などを一覧表で示す。なお、快速も含め、全て各駅停車である。
| 路線名 | 駅名                           | 駅間営業キロ | 累計営業キロ            | 累計営業キロ             | 接続路線              | 所在地           | 所在地                         |
| ------ | ------------------------------ | ------------ | ----------------------- | ------------------------ | --------------------- | ---------------- | ------------------------------ |
| 025    | ハヌショヴィツェ駅             | -            | シテルンベルクから 70.1 | ハヌショヴィツェから 0.0 | 292号線、294号線      | オロモウツ州     | シュンペルク郡                 |
| 025    | ヴラスケー駅                   | 3.4          | 73.5                    | 3.4                      |                       | オロモウツ州     | シュンペルク郡                 |
| 025    | ポドレシー駅                   | 4.1          | 77.6                    | 7.5                      |                       | オロモウツ州     | シュンペルク郡                 |
| 025    | チェルヴェニー・ポトク駅       | 6.6          | 84.2                    | 14.1                     |                       | パルドゥビツェ州 | ウースチー・ナド・オルリチー郡 |
| 025    | プロストルジェドニー・リプカ駅 | 2.4          | 86.6                    | 16.5                     |                       | パルドゥビツェ州 | ウースチー・ナド・オルリチー郡 |
| 025    | ドルニー・リプカ駅             | 3.7          | 90.3                    | 20.2                     | 024号線               | パルドゥビツェ州 | ウースチー・ナド・オルリチー郡 |
| 024    | リフコフ駅                     | 4.8          | 95.1                    | 25.0                     | ポーランド国鉄276号線 | パルドゥビツェ州 | ウースチー・ナド・オルリチー郡 |